# Taiyoo
Iyo ellerTaiyoo, född 235, död okänt år, var en japansk shaman och regerande drottning av Yamatai i Wa (Japan) från 248 till okänt år.
Efter drottning Himikos död efterträddes hon av en man, men allmänheten ville inte acceptera honom som härskare och ett blodigt inbördeskrig utbröt. Himikos släkting Iyo, endast tretton år gammal, valdes då till regerande drottning, och lugnet återkom.  Iyo var liksom Himiko en shamanprästinna. Hon återupprättade eller vidmakthöll förbindelsen med Kina och hade kineser bland sina rådgivare. 